# Grallaria oneilli
Grallaria oneilli — вид горобцеподібних птахів родини Grallariidae. Описаний у 2020 році.

## Таксономія
Раніше популяція, що належить виду, вважалася частиною підвиду G. rufula obscura Вид виокремлений у 2020 році та основі генетичних, морфологічних та вокальних відмінностей.
Видова назва oneilli вшановує доктора Джона П. О'Ніла — орнітолога, який зібрав типовий зразок в Хуанако в 1983 році.

## Поширення
Ендемік Перу. Мешканець східного схилу Анд у департаментах Уанако і Паско. Мешкає у вологих гірських лісах.
Ареал виду на півночі відокремлений від близькоспорідненої Grallaria gravesi річкою Уайяґа, а на півдні від Grallaria obscura річками Перене та Паукартамбо.